# Eta Eridani
Azha eller Eta Eridani (η Eridane, förkortat Eta Eri,  η Eri) som är stjärnans Bayerbeteckning, är en ensam stjärna belägen i den nordöstra delen av stjärnbilden Eridanus. Den har en skenbar magnitud på 3,87 och är synlig för blotta ögat där ljusföroreningar ej förekommer. Baserat på parallaxmätning inom Hipparcosuppdraget på ca 23,9 mas, beräknas den befinna sig på ett avstånd på ca 137 ljusår (ca 42 parsek) från solen. Den rör sig närmare solen med en heliocentrisk radialhastighet av ca –20 km/s.

## Nomenklatur
Eta Eridani har det traditionella namnet Azha, som härrör från den gamla arabiska asterismen نَعَام أُدْحِيّ udḥiyy al-naʽām "strutsboet " (eller "kläckningsplats"), som inkluderade Eta Eridani. Det första ordet, ادحى udḥiyy, kopierades som ازحى (läsbart som azḥā) i medeltida manuskript.
År 2016 organiserade Internationella astronomiska unionen en arbetsgrupp för stjärnnamn (WGSN) med uppgift att katalogisera och standardisera egna namn för stjärnor. WGSN fastställde namnet Azha för Eta Eridani i september 2016 och detta är nu inskrivet i IAU:s Catalog of Star Names.

## Egenskaper
Eta Eridani är en orange till gul jättestjärna av spektralklass KI + IIIb, som anger att den har förbrukat förrådet av väte i dess kärna och utvecklats bort från huvudserien. Den ingår i röda klumpen och genererar energi genom termonukleär fusion av helium i dess kärna., Den är en mild bariumstjärna, ibland hänvisad till som en "semi-barium"-stjärna. Även om de flesta bariumstjärnor finns i dubbelstjärnor, har Eta Eridani ingen känd följeslagare.
Den har en massa som är ca 1,4 solmassor, en radie som är ca 10 solradier och utsänder från dess fotosfär ca 58 gånger mera energi än solen vid en effektiv temperatur av ca 4 700K.
Eta Eridani är en stjärna med stor egenrörelse, en relativt närliggande stjärna som rör sig över himlen i hög takt jämfört med de flesta stjärnor. Den misstänks vara en variabel stjärna med ett intervall i magnitud från 3,81 till 3,90.